# Jacques Michaud
Jacques Michaud (* 11. Juli 1951 in Saint-Julien-en-Genevois) ist ein ehemaliger französischer Radrennfahrer und Sportlicher Leiter.

## Sportliche Laufbahn
Michaud war im Straßenradsport und im Bahnradsport aktiv. Als Amateur gewann er den Grand Prix de Vougy 1974 und den Grand Prix du Faucigny 1977. 1971 wurde er im Grand Prix Genf Zweiter hinter Jörg Schneider. 1976 bestritt er die Internationale Friedensfahrt und kam auf den 57. Gesamtrang. In der Tour de l’Avenir 1978 belegte er den 24. Platz.
1979 wurde er Berufsfahrer im Radsportteam Flandria und blieb bis 1984 als Radprofi aktiv. Sein bedeutendster Sieg war der Gewinn der 18. Etappe der Tour de France 1983. In seiner ersten Profisaison siegte er im Etappenrennen Étoile de Bessèges. 1982 holte er einen Etappensieg im Critérium du Dauphiné. Zweiter wurde er 1983 in der nationalen Meisterschaft im Straßenrennen hinter Marc Gomez, 1983 war er Dritter geworden. Die Tour de France fuhr Michaud fünfmal. Er wurde 1979 40., 1980 72., 1981 23., 1982 18. und 1983 19. der Gesamtwertung.
Er bestritt auch Rennen im Bahnradsport. Bei der nationalen Meisterschaft im Zweier-Mannschaftsfahren 1984 gewann er mit Serge Beucherie als Partner die Bronzemedaille.

## Berufliches
Nach seiner Karriere als Radprofi wurde er Sportlicher Leiter in verschiedenen Radsportteams (RMO, Post Swiss Team, Phonak Hearing Systems, BMC Racing Team). Bei Phonak entwickelte er die individuellen Trainingspläne für die Fahrer.